# El Estado y la revolución
El Estado y la revolución es un libro escrito por Lenin entre agosto y septiembre de 1917, mientras se encontraba en la clandestinidad en Finlandia. Es un texto fundamental, en la medida en que fue redactado entre la primera etapa (febrero) y la segunda etapa (octubre) de la revolución rusa de 1917. Por eso se ha considerado que esta obra, junto con otras del mismo período, proporciona claves para comprender la idea que tenía Lenin de lo que iba a ser y de lo que debía ser dicha revolución.
Se trata de un texto plagado de citas textuales, de lecturas y comentarios a los clásicos del marxismo en relación con la cuestión del Estado, respecto de la cual consideraba que teóricos posteriores (como Plejánov o Kautsky) no habían hecho más que tergiversar el marxismo.

## Resumen

### La sociedad de clases y el Estado
Lenin comienza explicando el modo en que el Estado surge de las contradicciones de clase, es decir de las luchas de clases, para someterlas en torno a los intereses de la clase dominante. Como vemos en el siguiente fragmento:

El Estado es producto y manifestación del carácter irreconciliable de las contradicciones de clase. El Estado surge en el sitio, en el momento y en el grado en que las contradicciones de clase no pueden, objetivamente, conciliarse. Y viceversa: la existencia del Estado demuestra que las contradicciones de clase son irreconciliables.

Sin embargo, los autores liberales, argumentan que «el Estado es precisamente el que concilia las clases». Ahora bien, el hecho de querer conciliar las clases cuando objetivamente hay, en toda formación social bajo el modo de producción capitalista, un conflicto de intereses entre ellas, supone en sí mismo una toma de partido por la clase dominante y una consiguiente opresión de una clase por otra. Esta conciliación de las clases es la tarea fundamental del Estado: conciliación de las clases, con la condición de su subordinación a los intereses de la clase dominante.
En su libro Reforma o revolución, Rosa Luxemburgo ha intentado profundizar esta tesis teórica de la siguiente manera:

Hoy es ya lugar común la opinión de que el Estado actual es un Estado de clase. En nuestra opinión, esta proposición, como todo lo relativo a la sociedad capitalista, no debe entenderse de una manera rígida, absoluta, sino dinámica, dialéctica (...). El Estado actual es, ante todo, una organización de la clase dominante, y si ejerce diversas funciones de interés general en beneficio del desarrollo social es únicamente en la medida en que dicho desarrollo coincide en general con los intereses de la clase dominante. La legislación laboral, por ejemplo, se promulga tanto en beneficio inmediato de la clase capitalista como de la sociedad en general. Pero esta armonía solamente dura hasta un cierto momento del desarrollo capitalista.

Como explica este texto, el dominio de una clase sobre otra no tiene que entenderse necesariamente como el ejercicio de una violencia manifiesta, ni siquiera intencionada. Los intereses de la clase dominante pueden ser solidarios, en determinadas circunstancias, de los intereses de la clase dominada. Esto no es lo importante: lo importante es que la clase dominante busca esta conciliación, precisamente para seguir ejerciendo su dominio de clase. En las circunstancias en que los intereses de las clases son manifiestamente conflictivos, se rompe con esa armonía.
Según expone Lenin, el Estado surge de la sociedad, pero separado de ella, ejerciendo la fuerza sobre ella. Esa fuerza consiste principalmente en «destacamentos especiales de hombres armados, que disponen de cárceles y otros elementos». Los instrumentos principales por los que se ejerce esta fuerza son la policía y el ejército permanente. Por eso Lenin presenta aquí una primera alternativa comunista: la organización armada espontánea de la población. Ello no es posible para el Estado burgués «porque la sociedad civilizada está dividida en clases enemigas y, además, irreconciliables, cuyo armamento 'espontáneo' conduciría a la lucha armada entre ellas». Esta realidad oculta sale a la luz cuando los acontecimientos revolucionarios revelan los enfrentamientos de clase, y vemos cómo cada clase se sirve de sus propios «destacamentos de hombres armados» para el servicio de sus intereses de clase.
Lenin subraya que el Estado constituye el instrumento para la dominación de una clase sobre otra. La extinción del Estado o comunismo es un proceso en dos pasos. En primer lugar la toma, previsiblemente por la violencia (no por otra cosa sino porque se prevé que será contestada violentamente), por parte del proletariado de la maquinaria del Estado. Ello conduce a la dictadura del proletariado o socialismo, un Estado que como tal ejerce una dominación de clase, solo que en este caso una dominación en la que los que mandan son la masa del pueblo: por tanto, una «dictadura», pero paradójicamente, más democrática y además transitoria.
La democracia burguesa se ejerce como una dictadura de la burguesía sobre el proletariado: 

Somos partidarios de la república democrática como la mejor forma de Estado para el proletariado en el capitalismo; pero no tenemos derecho a olvidar que la esclavitud asalariada es el destino del pueblo, incluso en la república burguesa más democrática.

Por el contrario, la dictadura del proletariado, siendo dictadura de una clase, es no obstante la dictadura de la clase más numerosa sobre la menos numerosa. Y es la dictadura de una clase que no busca sostener su situación de dominio sino hacer desaparecer los antagonismos de clase. Esa es su democracia.
Y es una «dictadura» transitoria porque pretendiendo la abolición de todas las clases, con ello el Estado, existente como fuerza coercitiva de una clase sobre otra, sencillamente se irá disolviendo. Ello es así por cuanto que una vez que el Estado se convierte en representante fiel de la propia sociedad (cuando sencillamente la reproduce, en vez de ser su ortopedia, de deformarla por la fuerza) es sencillamente superfluo.
En resumen, dos fases para la desaparición del Estado y la implantación del comunismo: 

La sustitución del Estado burgués por el Estado proletario es imposible sin una revolución violenta. La supresión del Estado proletario, es decir, la supresión de todo Estado, sólo es posible mediante un proceso de “extinción”.

### El Estado socialista y la Comuna de París según el análisis de Marx

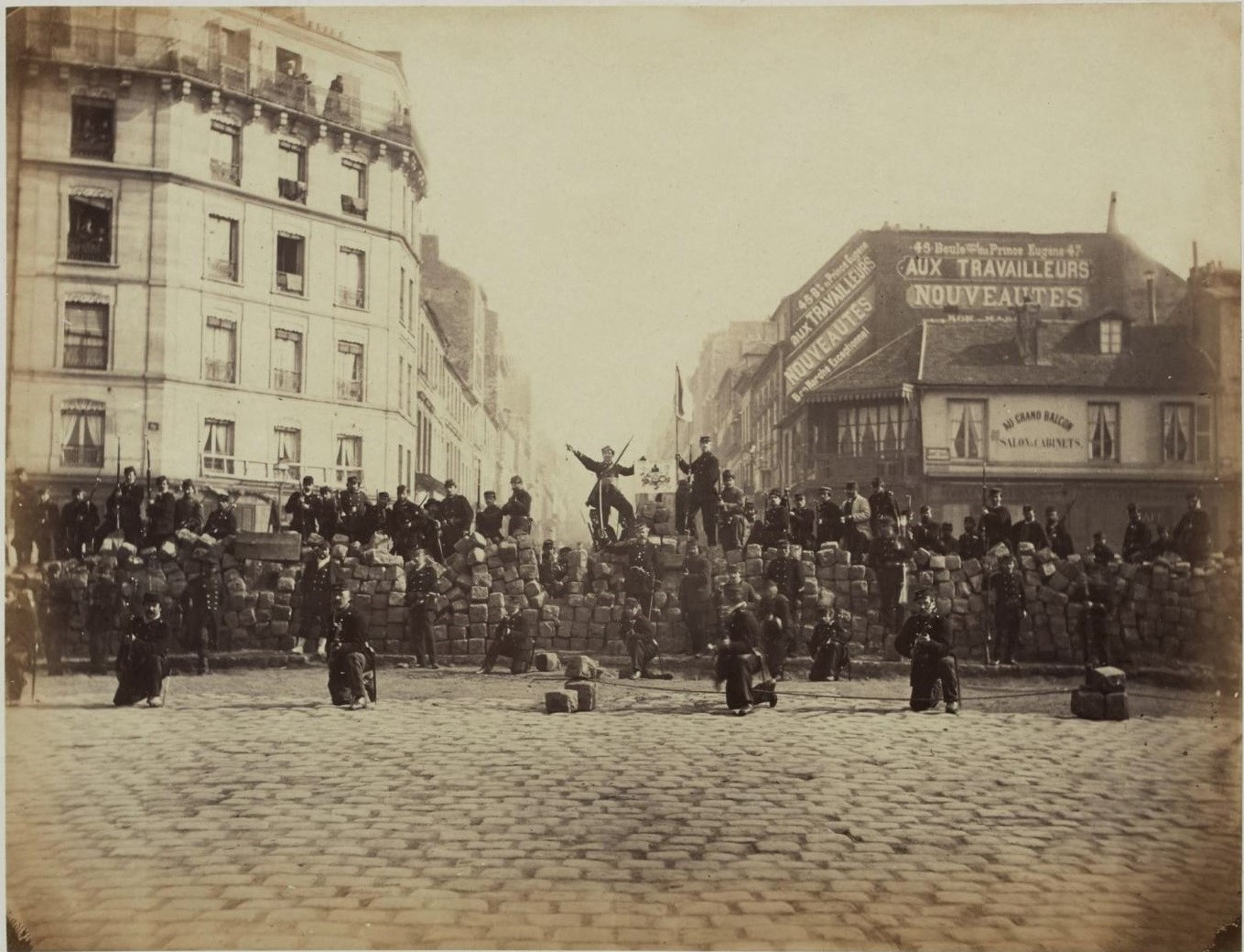
Barricada. Comuna de París, 1871.

Ahora bien, ¿por qué tipo de organización hay que sustituir al Estado burgués en la primera fase del comunismo? En este sentido, Lenin recurre al análisis marxista de la experiencia de la Comuna de París.
En primer lugar, según extrae Lenin de los textos de Marx, sustituir esos "destacamentos de hombres armados" por el pueblo armado: "¡Y por cuanto la mayoría del pueblo es la que reprime por sí misma a sus opresores, no es ya necesaria una 'fuerza especial' de represión! En este sentido, el Estado comienza a extinguirse". En definitiva, el ejército popular sirve para evitar la existencia de un ejército del Estado por encima de la sociedad. Esto contribuye a la extinción del Estado en el sentido de que al identificarse el ejército con la sociedad sencillamente lo que hay es la sociedad armada y no el instrumento del Estado llamado ejército.	
En segundo lugar,

...la supresión de todos los gastos de representación, de todos los privilegios pecuniarios de los funcionarios, la reducción de los sueldos de todos los funcionarios públicos al nivel del "salario de un obrero".

 en tanto que tales tareas 

pueden (y deben) ser despojadas de toda sombra de algo privilegiado y "jerárquico".

En tercer lugar, la desaparición del parlamentarismo: 

Decidir una vez cada cierto número de años qué miembros de la clase dominante han de oprimir y aplastar al pueblo en el Parlamento: ésa es la verdadera esencia del parlamentarismo burgués, tanto en las monarquías constitucionales parlamentarias como en las repúblicas más democráticas.

 Ahora bien, 

La salida del parlamentarismo no está, como es natural, en abolir las instituciones representativas y la elegibilidad, sino en transformar dichas instituciones de jaulas de cotorras en corporaciones "de trabajo". "La Comuna no había de ser un organismo parlamentario, sino una corporación de trabajo, ejecutiva y legislativa al mismo tiempo",

 dice Lenin citando a Marx. Esencialmente, de lo que se trata es de que no puede haber profesionalización de la política: el parlamentarismo desaparece en cuanto es el proletariado el que se organiza autónomamente para hacerse cargo de la política.
En cuarto lugar, acerca de la unidad de la nación, 

Marx discrepa de Proudhon y de Bakunin precisamente en la cuestión del federalismo (…). El federalismo dimana por principio del anarquismo. Marx es centralista-democrático.

 Pero explica a continuación: 

…si el proletariado y los campesinos pobres toman el poder del Estado, se organizan con plena libertad en comunas y unen la acción de todas las comunas para dirigir los golpes contra el capital, para aplastar las resistencias de los capitalistas, para entregar la propiedad privada de los ferrocarriles, las fábricas, la tierra, etc., a toda la nación, a toda la sociedad, ¿Acaso no será eso centralismo? ¿no será el más consecuente centralismo democrático y, por añadidura, centralismo proletario?

Centralismo proletario que se opone al centralismo burgués, militar y burocrático. Más adelante vuelve Lenin sobre el tema: 

Pero Engels no concibe el centralismo democrático, ni mucho menos, en el sentido burocrático con que emplean este concepto los ideólogos burgueses y pequeñoburgueses, incluyendo entre estos últimos a los anarquistas. Para Engels el centralismo no excluye en lo más mínimo esa amplia administración autónoma local que, con la defensa voluntaria de la unidad del Estado por las "comunas" y las regiones, elimina en absoluto todo burocratismo y todo "mando" desde arriba.

 Esta teoría es precisamente la que fundamenta su texto sobre el derecho de las naciones a la autodeterminación.[cita requerida] Ello no significa la ruptura, significa deshacer las relaciones de dominación, lo que conduciría a la posibilidad de renegociar nuevas relaciones igualitarias y de cooperación.
En quinto lugar, dar una solución, como propone Engels, del problema de la vivienda, fundamentalmente expropiando los edificios desaprovechados, que abundan en las ciudades. En un periodo de transición, no es probable que esas viviendas sean gratuitas, pero ello resultará natural al cabo, con la extinción del Estado.

### Dos fases del comunismo
Se ha hablado de dos fases del comunismo: Lenin las detalla como "primera fase de la sociedad comunista" (lo comúnmente llamado socialismo), y como «fase superior de la sociedad comunista» (lo comúnmente llamado, sin más, comunismo).
- La primera fase del comunismo es el Estado socialista como dictadura del proletariado. En esta fase, el Estado es propietario de los medios de producción, cada trabajador realiza su cantidad proporcional del trabajo social, y recibe en productos el mismo valor que entrega. Cuando los hombres no son iguales, el igualitarismo es la mayor injusticia que se puede cometer. Este igualitarismo excluye las circunstancias individuales de los hombres: unos son más fuertes y resistentes y otros menos, unos tienen familias que mantener y otros no. En este Estado la explotación la ejerce el Estado "proletario" donde persisten diferencias injustas de riqueza:

Marx señala el curso del desarrollo de la sociedad comunista, la cual se verá obligada a destruir primero solamente la "injusticia" que representa la usurpación de los medios de producción por individuos aislados, pero no estará en condiciones de suprimir de golpe también la otra injusticia, consistente en distribuir los artículos de consumo "según el trabajo" (y no según las necesidades).

 Y 

"El que no trabaja, no come": este principio socialista es ya una realidad; "a igual cantidad de trabajo, igual cantidad de productos": también este principio socialista es ya una realidad. Pero eso no es todavía el comunismo, no suprime aún "el derecho burgués", que por una cantidad desigual (desigual en la práctica) de trabajo da una cantidad igual de productos a hombres que no son iguales.

- La fase superior del comunismo es la extinción del Estado. El Estado ha de extinguirse necesariamente, pero también progresivamente, tras la dictadura del proletariado. El Estado constituye como ya hemos visto un aparato represivo, de dominio de una clase sobre otra. Hasta ahora, de la burguesía sobre el proletariado; tras la revolución proletaria, del proletariado sobre la burguesía. Es algo así como una ortopedia de la sociedad: en la sociedad hay lucha de clases, entre una clase propietaria de los medios de producción, poco numerosa, y una gran mayoría propietaria tan solo de su fuerza de trabajo, que ha de arrendar a dichos propietarios. Entre esas clases hay una lucha, latente a veces, otras oculta, y ocasionalmente expresa. La función del Estado es poner un velo sobre esta realidad social, amortiguar las contradicciones de clase, cuya exacerbación destruiría el modo de producción capitalista y con él al Estado. Pero una vez que, tras la dictadura del proletariado, las diferencias de clase sean abolidas (una vez que no exista la propiedad privada de los medios de producción y por tanto la burguesía desaparezca como tal), el Estado dejará de llevar a cabo esta función ortopédica, no tendrá ya que seguir equilibrando la balanza a favor de una clase determinada y poco a poco dejará de tener sentido su existencia, al no haber distinción alguna entre el Estado y la sociedad.

Esta etapa superior del comunismo se caracteriza especialmente por la desaparición de la separación entre trabajo intelectual y trabajo manual. Es previsible que con la educación de los trabajadores, así como con la simplificación de la organización (pareja al desarrollo tecnológico) las labores de contabilidad, y en general el «trabajo intelectual» puedan ser llevadas a cabo por cualquier obrero. Así pues, no hay obreros especializados en este tipo de trabajo  —de hecho, pueden rotar en su desempeño—  y desaparecen estas jerarquías, al tiempo que queda establecido un salario igual para toda la población. Igualmente, postula Lenin que este comunismo convertirá el trabajo, de una obligación, en una necesidad vital, de modo que los hombres trabajarán voluntariamente. A esto se suma la provisión de artículos de consumo según las necesidades individuales. «Toda la sociedad será una sola oficina y una sola fábrica, con trabajo igual y salario igual».
Sobre este comunismo, Lenin escribe:

Sólo en la sociedad comunista, cuando se haya roto ya definitivamente la resistencia de los capitalistas, cuando hayan desaparecido los capitalistas, cuando no haya clases (es decir, cuando no existan diferencias entre los miembros de la sociedad por su relación con los medios de producción sociales), sólo entonces "desaparecerá el Estado y podrá hablarse de libertad". Sólo entonces será posible y se hará realidad una democracia verdaderamente completa, verdaderamente sin ninguna restricción. Y sólo entonces comenzará a extinguirse la democracia, por la sencilla razón de que los hombres, libres de la esclavitud capitalista y comunista estatista, de los innumerables horrores, bestialidades, absurdos y vilezas de la explotación estatal, se habituarán poco a poco a observar las reglas elementales de convivencia (…) sin esa máquina especial de coerción que se llama Estado.

La defensa interesada del capitalismo por los ideólogos burgueses (...) consiste, principalmente, en suplantar con discusiones y parloteos sobre un remoto porvenir el problema más vital y más urgente de la política de hoy: expropiar a los capitalistas, transformar a todos los ciudadanos en trabajadores y empleados de un "consorcio" único, a saber, de todo el Estado, y subordinar por completo el trabajo de todo este consorcio a un Estado realmente democrático: al Estado de los Soviets de diputados obreros y soldados.

Por eso es preciso dejar al margen los debates abstractos sobre ese comunismo e insistir en la situación presente, que es la única que podemos imaginar de un modo concreto.

### Un libro inacabado (cita)
Escribí este folleto en los meses de agosto y septiembre de 1917. Tenía ya trazado el plan del capítulo siguiente, del VII: La experiencia de las revoluciones rusas de 1905 y 1917. Pero, a excepción del título, no tuve tiempo de escribir ni una sola línea de dicho capítulo: vino a "estorbarme" la crisis política, la víspera de la Revolución de Octubre de 1917. "Estorbos" como éste sólo pueden causar alegría. Pero la segunda parte del folleto (dedicada a La experiencia de las revoluciones rusas de 1905 y 1917) habrá que aplazarla, quizá, por mucho tiempo; es más agradable y provechoso vivir "la experiencia de la revolución" que escribir acerca de ella.

## La polémica con los «oportunistas»
Ante todo, El Estado y la revolución va dirigido contra el olvido intencionado de estos temas por parte de los teóricos de la II Internacional. En particular, Lenin dirige sus ataques contra Kautsky y Plejánov.

### Polémica con la polémica de Plejánov y los anarquistas
Lenin centra su polémica con Plejánov en el tratamiento que éste da del anarquismo. Lo que Lenin encuentra inconcebible, es el modo en que Plejánov puede entrar en esa polémica ignorando por completo que la oposición entre marxismo y anarquismo se centra en la problemática de la revolución frente al Estado. Según Lenin, Plejánov encara la cuestión de un modo oportunista, por cuanto elude esta problemática.[cita requerida]

### Polémica con la polémica de Kautsky y los oportunistas
Kautsky es bien conocido por su polémica con Bernstein y los oportunistas. Sin embargo, es preciso recordar, según apunta Lenin, las vacilaciones de Kautsky en esta polémica, y que explicarían más tarde su posición «socialchovinista» —es decir, su apoyo nacionalista a la guerra imperialista— entre los años 1914 y 1915.
Y la razón de estas vacilaciones, Lenin la encuentra una vez más en una posición oportunista respecto del Estado. En su polémica con Bernstein, Kautsky «escamoteó la diferencia más esencial entre el marxismo y el oportunismo en cuanto a las tareas de la revolución proletaria». Al dejar la cuestión de la revolución como un asunto para el porvenir, Kautsky estaba haciendo una concesión vital al oportunismo, y estaba de hecho pasándose a las posiciones políticas de los oportunistas.

### Polémica con la polémica de Kautsky y Pannekoek
Anton Pannekoek formaba parte de la línea de izquierda del SPD, junto con Rosa Luxemburgo y Karl Radek. Pannekoek acusaba a Kautsky por su pasividad respecto de la problemática de la revolución y de su relación con el Estado. Pannekoek habla precisamente de la necesidad de luchar no solamente contra la burguesía, por hacerse con el poder del Estado, sino también de luchar contra el propio Estado.
Lo que le interesa a Lenin es el modo en que Kautsky responde a estas críticas —independientemente de la idoneidad del planteamiento que de Pannekoek, con quien Lenin no está del todo de acuerdo. Kautsky sitúa la cuestión como una oposición entre socialdemócratas y anarquistas: los socialdemócratas pretenden conquistar el Estado, los anarquistas pretenden destruirlo. Desde este punto de vista, Pannekoek sería inconsecuente al pretender ambas cosas al mismo tiempo. Sin embargo, Lenin considera que la posición de Kautsky es oportunista en tanto que ignora la necesidad de que una revolución vaya a transformar la naturaleza misma del Estado. Kautsky reduce el problema a la gestión del poder del Estado por parte de una élite burocrática, que gobierna en nombre de la clase obrera. Al hacerlo así, no soluciona la cuestión de la transformación del Estado en una máquina verdaderamente democrática, bajo el control directo de órganos democráticos y participativos —como los soviets.

## Importancia e influencias
En las Tesis de abril, Lenin se refirió ya a una serie de tareas fundamentales en el seno de su partido:
1. Celebración de un nuevo congreso
2. Modificación del programa en relación con la posición ante el imperialismo y ante el Estado, y reforma del programa mínimo.
3. Cambio de denominación del partido, que pasará de denominarse Partido Obrero Socialdemócrata de Rusia a Partido Comunista de Rusia (bolchevique).

El Estado y la revolución, escrito tan solo cuatro meses después de la lectura pública de las "Tesis", estaba relacionado justamente con estos dos últimos puntos. 
- En primer lugar, el libro debía ofrecer una exposición sistemática, clara y coherente de la teoría marxista respecto de la cuestión del Estado, a la vez que vislumbraba en un plano teórico lo que habrían de ser las tareas de una revolución proletaria. No era, por tanto, un tema casual: entraba en los planes de un programa práctico, tal y como se vislumbra en las "Tesis", en un momento en que la revolución era una posibilidad tangible.

- En segundo lugar, el libro tomaba posiciones frente a la línea política sostenida en la II Internacional. Ésta había desarrollado una línea "oportunista" en relación con los temas aquí expuestos. Esta línea oportunista es la que condujo a casi la totalidad de partidos de izquierda a mantener una posición nacionalista durante el desastre de la Primera Guerra Mundial.

Marcando las distancias con la II Internacional, Lenin inauguraba una ruptura dentro del movimiento obrero que se concretaría después en la formación de la III Internacional o Internacional Comunista. Esta escisión en el movimiento obrero internacional marcaría posteriormente todo el siglo XX, con la oposición entre partidos "socialdemócratas" y partidos "comunistas" de inspiración leninista, a veces (aunque no siempre) alineados con la URSS y sometidos a sus directrices políticas.
Más allá de la coyuntura en la que fue escrito, El Estado y la revolución ha ejercido una influencia constante en el pensamiento político radical de todo el siglo XX. Ha sido libro de cabecera para distintas corrientes comunistas, que van desde el estalinismo al trotskismo o al maoísmo. Su influencia indirecta puede rastrearse desde el Mayo francés a los nuevos movimientos globales. Su propuesta de un Estado sometido al control de asambleas verdaderamente democráticas, por alternativa al parlamentarismo burgués, ha sobrevivido más allá del socialismo estalinista. El libro sigue editándose.